# Spirorbis tuberculatus
Spirorbis tuberculatus är en ringmaskart som beskrevs av Bailey och Harris 1968. Spirorbis tuberculatus ingår i släktet Spirorbis och familjen Serpulidae. Inga underarter finns listade i Catalogue of Life.